# کار بدی که مردان می‌کنند
کار بدی که مردمان می‌کنند (به انگلیسی: The Evil That Men Do) یک فیلم دلهره‌آور و اکشن آمریکایی محصول سال ۱۹۸۴ میلادی به کارگردانی جی. لی تامپسون و با بازی چارلز برانسون، تریسا سالدانا و جوزف ماهر است. چارلز برانسون در نقش یک مأمور سابق سازمان سیا بازی می‌کند که برای انتقام از مرگ دوست روزنامه‌نگار خود از بازنشستگی خارج می‌شود.

## بازیگران
- چارلز برانسون در نقش هلند، مأمور ویژه سابق آژانس اطلاعات مرکزی.
- تریسا سالدانا در نقش ریانا، همسر هیدالگو.
- جوزف ماهر در نقش کلمنت «پزشک» ملوچ، پزشک و متخصص هنر شکنجه.
- خوزه فرر در نقش هکتور لوملین، دوست هیدالگو است.
- آنتوینت پاور در نقش کلر، خواهر مولوچ.
- آنجلیکا آراگون در نقش ماریا.
- رنه انریکس در نقش مکس اورتیز، دوست مادام العمر لوملین. او اطلاعاتی در مورد روزمرگی مولوچ در گواتمالا در اختیار هلند می‌گذارد.
- جان گلاور در نقش پل بریگز، سفیر ایالات متحده در جمهوری گواتمالا. او توسط مولوچ مورد تهدید قرار گرفته‌است.
- ریموند سنت ژاکوس در نقش راندولف ویتلی، کارشناس ارتباطات ملاچ. او یک افسر اطلاعاتی سابق است.
- میشا هاوسرمن به عنوان کارل هوسن: او کهنه نیروهای ویژه (ارتش ایالات متحده آمریکا) سابق است و برای سیا کار کرده‌است.
- جورج لوک [es] در نقش سیلرو، رئیس ملوچ.
- جورج هومبرتو روبلز در نقش خورخه هیدالگو، یک روزنامه‌نگار مخالف که علناً اقدامات مولوچ را محکوم می‌کند.
- آماندا نیکول توماس در نقش سارا (قبض نیکول توماس)، دختر خورخه و ریانا هیدالگو[۳][۴][۵][۶][۷]